# ایویچنو
ایویچنو (به لهستانی:  Iwiczno) یک روستا در لهستان است که در گمینا کالیسکا واقع شده‌است.
 ایویچنو  ۳۲۳ نفر جمعیت دارد.